# Korsjespoort
La Korsjespoort était l'une des cinq portes portes d'accès à la ville dans le second système de fortifications d'Amsterdam, au XVe siècle. Elle se trouvait au niveau du Singel, au nord-ouest de la ville médiévale, à l'emplacement de l'actuel Blauwburgwal. Elle portait initialement le nom de Heijmanstoren, mais fut par la suite rebaptisée en l'honneur du propriétaire d'une scierie, Cors (Corsgen) Tijmensz, qui vécut dans la tour entre 1481 et 1528, et fut probablement chargé d'y monter la garde. Elle fut finalement détruite à la suite des plans d'expansion de la ville mais en place au cours du XVIIe siècle, lorsque les murailles entourant la binnenstad devinrent caduques, et que le Singel perdit sa fonction de canal de protection. 
Le Rijksmuseum possède une gravure représentant la porte. Cette dernière fut réalisée par Jan Goeree en 1723, et est baptisée « La vieille Korsjes Poort » (De oude Korsjes Poort. 1544).
L'actuel Korsjesbrug qui enjambe le Singel n'a pas été baptisé en référence à la Korsjespoort, mais en l'honneur d'un négociant en vois du nom de Corsgen Jacobss, qui possédait un verger sur les berges du Singel au XVe siècle. Le petit passage du Korsjespoortsteeg (lieu de naissance de Multatuli) et le Korte Korsjespoortsteeg, qui se trouvent aux deux extrémités du pont ont également été baptisés en référence au pont .

## Externe links
- (nl) Rijksmuseum: Prent van Jan Goeree met afbeelding van de Korsjespoort